# Fritz Huth (Ingenieur)

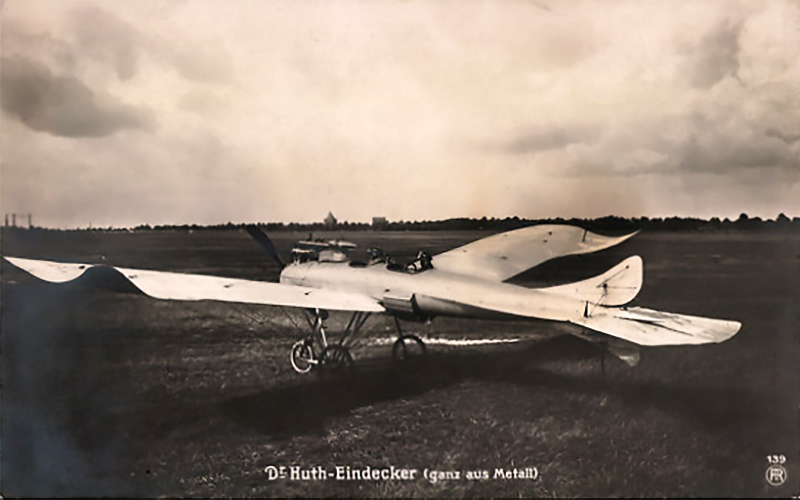
Die Huth-Taube mit stoffbespanntem Stahlrohrrumpf, ca. 1912/13

Theodor Fritz Karl Huth (* 23. Februar 1872 in Schöneberg bei Berlin; † 13. März 1948 ebenda) war ein deutscher Luftfahrtingenieur.

## Leben
Huth promovierte in Halle 1903. Dr. Fritz Huth war deutscher Flugtechniker und schrieb auch darüber. Huth beschäftigte sich mit Werkstoffen für Flugzeuge und Luftschiffe und deren Konstruktionen. Auch über Flugmotoren und deren technische Probleme schrieb er Bücher. Tätig war an einem Standort, wo sein Namensvetter Enno Walther Huth in Berlin-Johannisthal 1909 Albatros Flugzeugwerke gründete. Er selbst gründete 1909 dort die Flugmaschinen und Motorengesellschaft mbH, noch vor seinem erwähnten Namensvetter Enno Walther Huth, wo im gleichen Jahr der Nachbau eines französischen Roger-Sommer-Doppeldeckers gebaut und von Raymund H. Eyring um 1909/1910 eingeflogen wurde. Auf Initiative von Fritz Huth, dem Luftschiff-Konstrukteur August von Parseval (1861–1942), dem Flugpionier und spätere Staatssekretär im Reichsluftamt August Euler (1868–1957) und dem Ingenieur und Herausgeber der seit 1908 erscheinenden Zeitschrift „Flugsport“ Carl Oskar Ursinus (1878–1952) wurde Anfang 1909 der Verein Deutscher Flugtechniker in Berlin gegründet. Satzungsgemäßes Ziel des Vereins war „die Konstruktion von Flugapparaten und die Ausübung des Flugsports zu fördern“. Zum Vereinsvorsitzenden wurde Fritz Huth, der Eigentümer der „Flugmaschinen- und Motorengesellschaft mbH“ in Berlin-Johannisthal ernannt. Huth brachte 1912 als Erster in Deutschland leistungsfähige zweisitzige Maschinen heraus, nachdem er vom französischen Hersteller Aéroplanes G. Voisin die Lizenz für den Nachbau eines Doppeldeckers erworben hatte. Huth konstruierte einen Eindeckerrumpf in Ganzmetallbauweise, den er auf der am 3. April 1912 eröffneten Allgemeinen Luftfahrt-Ausstellung (ALA) am Berliner Zoo öffentlich präsentierte. Damit war er einer der Ersten, der ein Flugzeug in Ganzmetallbauweise baute. Ebenfalls 1912 gründete Huth in Johannisthal die Deutsche Flugzeugwerft und entwickelte dort die Huth-Taube (Foto) sowie zwei nicht flugfähige Konstruktionen, darunter einen Kreis-Doppeldecker mit Tandemflügel. Die Werft wurde Ende 1913 aufgelöst. Huth selbst erwarb am 3. Dezember 1913 die Flugzeugführererlaubnis Nr. 615 und zählt somit zu den Alten Adlern.

## Werke (Auswahl)
- Fritz Huth:  Über die Unipolarerscheinungen, Diss. Halle 1903.
- Ders.: Luftfahrzeugbau – Konstruktion von Luftschiffen und Flugmaschinen, M. Krayn, Berlin 1909.
- Ders.: Baustoffe und Bauteile des Flugzeuges : Hilfsbuch f. d. Konstruktionstisch, Verlag R. C. Schmidt, Berlin 1918.
- Ders.: Störungen am Flugmotor, Verlag R. C. Schmidt, Berlin 1916.
- Ders. zusammen Raimund Nimführ: Die Luftfahrt : Ihre wissenschaftl. Grundlagen u. techn. Entwicklung, Verlag Teubner, Leipzig-Berlin 1913.
- Ders.: Motoren für Flugzeuge und Luftschiffe, Michael Carl Schmidt, Berlin 1914.